# Isolina Carrillo
Isolina Carrillo (l'Havana, 9 de desembre de 1907 - 21 de febrer de 1996) va ser una destacada compositora, música i cantant de música popular cubana. Va formar part del grup vocal Conjunto Siboney.
A l'edat de 10 anys, Isolina Carrillo va debutar davant del públic, després de reemplaçar el pianista que tocava a l'orquestra del seu pare, ja que es trobava malalt. La seva presentació va ser ben rebuda pel públic assistent.
Provenia d'una família molt relacionada amb la música perquè els seus germans també tocaven instruments musicals. El seu pare tocava el tres cubà i el llaüt. Carrillo va estudiar en el Conservatori Municipal de l'Havana.
Va ser en la dècada del 1940 quan va aconseguir més reconeixement com a compositora de boleros, guarachas i sones. Va compondre clàssics llatinoamericans com ara Fiesta de Besos, Canción sin amor, Increíble i Dos gardenias, composta l'any 1945. Aquesta última composició ha estat interpretada per diversos cantants com Daniel Santos, Antonio Machín, Ángel Canales, Pedro Vargas, Rosa Carmina, Maria Rita, Lucrecia, Ibrahim Ferrer i Diego el Cigala, entre d'altres.
Es va mantenir en actiu fins que es va morir.